# Oncidium graminifolium
Oncidium graminifolium   Lindl. 1840 es una especie de orquídea de hábito terrestre. Se encuentran en México, también en Centroamérica y en el  Norte de Suramérica hasta Perú.

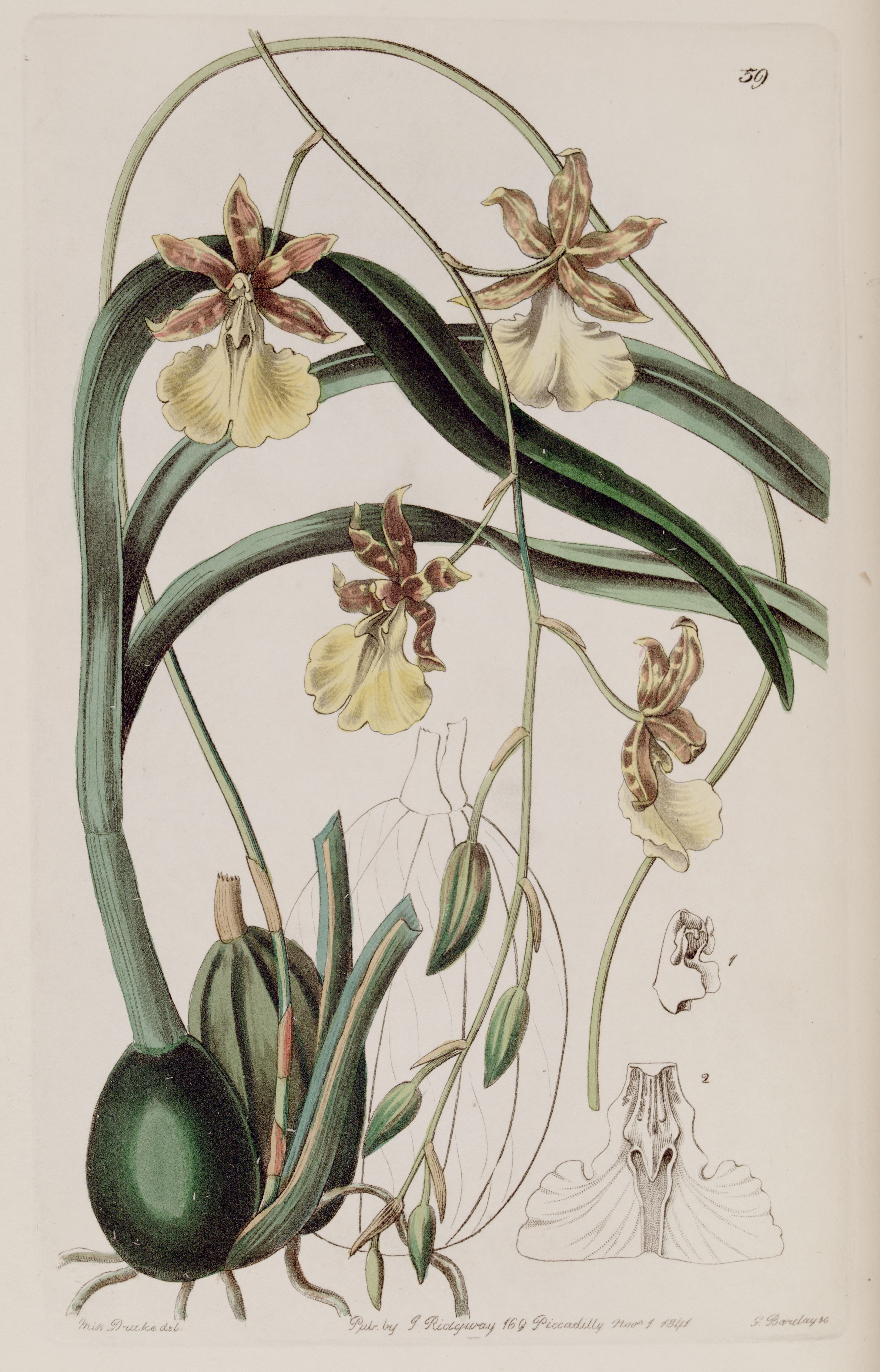
Ilustración

## Descripción
Oncidium graminifolium es una planta terrestre con pseudobulbo de ovoide a elíptico comprimido lateralmente de color verde pálido, con 4 a 6 brácteas coriáceas.

De 2 a 3 hoja estrechas, lineales-elípticas, y caducas, que salen del ápice del pseudobulbo con apariencia de hierbas gramíneas.

Sus flores están dispuestas en un pedúnculo robusto que puede alcanzar entre 50 y 80 cm de alto, con unas 7 a 15 flores de unos 3 cm. Los pétalos y sépalos laterales son amarillos manchados de marrón. El labelo amarillo y la columna de color verde claro.

Su fruto en cápsula.

## Distribución y hábitat
Esta especie es oriunda del Sur de México, en Centroamérica, el SO de Venezuela, Ecuador y en Perú. Esta Orquídea es de hábito terrestre. Zonas de clima cálido de tierras desde 800 hasta 2600 metros de altitud con luz fuerte y floreciendo en zonas  de bosque seco, generalmente pinar.   

## Cultivo
Tiene preferencia de mucha claridad o con sombra moderada. Para cultivar se debe plantar en un tronco con la base recta no muy largo, para que se pueda mantener en pie y se coloca la orquídea atada a un costado de este.

Se pueden poner en el exterior como los Cymbidium para forzar la floración. En su desarrollo necesita riegos frecuentes, pero cuando llega a la madurez hay que espaciarlos hasta dejarlos en casi nada.

## Taxonomía
Oncidium graminifolium fue descrita por (Lindl.) Lindl.  y publicado en Sertum Orchidaceum sub t. 48. 1841.
Etimología
Ver: Oncidium, Etimología
graminifolium: epíteto latíno que significa "con hojas de gramíneas",  por el parecido de sus hojas con las hojas de las gramíneas.
Sinonimia
- Cyrtochilum graminifolium Lindley 1840.
- Cyrtochilum filipes Lindley 1841.
- Oncidium filipes [Lindley]Lindley 1855.
- Oncidium wraye Hook. 1841.[2][3][4]